# زافيديت جيلا
زافيديت جيلا (بالفنلندية: Xhevdet Gela)‏ هو لاعب كرة قدم فنلندي في مركز الوسط، ولد في 14 نوفمبر 1989 في فوشيتري في كوسوفو. لعب مع اتش آي اف كي وميبا ونادي لاهتي وهكا وويدزي لودز.

## وصلات خارجية
- زافيديت جيلا على موقع قاعدة بيانات كرة القدم.إي يو (الإنجليزية)
- زافيديت جيلا على موقع Soccerway.com (الإنجليزية)
- زافيديت جيلا على موقع عالم كرة القدم.نت (الإنجليزية)